# Pornichet
Pornichet je francouzská obec v departementu Loire-Atlantique v regionu Pays de la Loire. Město je známé jako přímořské lázně.

## Poloha
Pornichet leží na pobřeží Atlantského oceánu a obklopují ho obce La Baule-Escoublac na severozápadě a Saint-Nazaire na východě.

## Vývoj počtu obyvatel
Počet obyvatel

## Historie
Archeologické nálezy rybářských háčků a opracovaných pazourků nedaleko města dokládají osídlení před 4000 lety. Stejně tak zde bylo osídlení Galy, neboť byly objeveny pozůstatky zpracování železa a bronzu. Z doby antiky se dochovaly ukázky hrnčířské činnosti.
Tak jako celý region, se i tato oblast stala v roce 851 součástí Bretaně a v roce 1532 byla připojena k Francii. V 15. století byla postavena kaple Saint-Sébastien, která byla poutním místem a roku 1782 se stala farním kostelem, ale po vybudování nového kostela Saint-Sébastien roku 1826 (vysvěcen 1868) zchátrala. V 18. století vzniklo opevnění. Během staletí bylo hlavní činností rybaření a obchod se solí.
Velký rozvoj salin nastal v polovině 19. století, kdy jich zde bylo asi 60 na 35 ha.
Kvůli izolovanosti vesnice byla v letech 1854-1855 vybudována železnice z Pornichetu do Saint-Nazaire. Nádraží bylo otevřeno v roce 1879 a první kasino zde vzniklo v roce 1884. Pornichet se rozvíjel jako přímořské lázně. V roce 1879 byla rovněž postavena kaple Sainte-Anne.
Dekretem z 9. dubna 1900 vznikla samostatná obec Pornichet s rozlohou 1249 ha a 1263 obyvateli. Došlo k vyčlenění z obcí Saint-Nazaire (1152 ha) a Escoublac (97 ha). Dne 20. května se konaly první volby, ve kterých byl starostou zvolen Charles Mercier.
V roce 1907 byl otevřen hippodrom. Dne 18. ledna 1914 byl založen Ninon tennis club de Pornichet, který je dodnes jedním z nejstarších tenisových klubů ve Francii.
Během první světové války bylo lázeňství omezeno a hotely sloužily jako lazarety pro raněné vojáky. Rovněž na jaře 1939 po vypuknutí španělské občanské války, zde pobývaly ženy a děti před svým odjezdem do táborů v Moisdon-la-Rivière a Juigné-des-Moutiers.
Během druhé světové války byly lázeňské domy a vily zabaveny pro potřeby německé armády. Vstup do města a na pláže byl pro civilisty oddělen betonovou zdí, která byla stržena až v roce 1946.
V roce 1979 byl vybudován nový přístav.

## Partnerské obce
- Bexbach, Německo (od 1988)
- San Vicente de la Barquera, Španělsko (od 1992)